# Саэки (Хиросима)
Саэки (яп. 佐伯区 Саэки-ку, [saekʲi̥ ku]) — район города Хиросима префектуры Хиросима в Японии. По состоянию на 1 октября 2007 площадь района составляла 224,10 км². По состоянию на 1 июня 2011 население района составило 135 012 человек.

## Символы района
Эмблема Саэки — стилизованное изображение водоплавающей птицы из устья реки Яхата, которая протекает в районе, а также иероглифического знака 文 (бун), что означает «культура», и знака японской силлабической азбуки さ (са), составляющего название района. Эмблема символизирует чистые воды Яхаты, высокую культуру жителей Саэки и установку на ускоренное развитие района.
Флаг Саэки — полотнище белого цвета, стороны которого соотносятся как 2 к 3. В центре полотнища размещена эмблема района сиреневого цвета. Сиреневая и белая краски символизируют «изысканность» и «мир».

## Общие сведения
Район Саэки расположен на западе Хиросимы. Он граничит на востоке с районами Ниси, Асаминами и Асакита, на западе — с городом Хацукаити, а на севере — с посёлком Акиота. Саэки вошел в состав Хиросимы в 1980 году, в связи с присоединением к нему посёлка Ицукаити уезда Саэки и получением Хиросимой статуса города, определённого указом правительства.
Южная часть района находится на равнине, имеет выход ко Внутреннему японскому морю. По району протекает река Яхата. Эта долина окружена со всех сторон горными хребтами, самыми высокими горами которых являются Гокуракудзи, гора Мадо, пик Судзу и другие. Основные жилые массивы расположены в долинах горных рек и на равнине.
На юге Саэки пролегает главная автомагистраль Санъё, главная линия Санъё железной дороги JR West, путь городского трамвая в направлении Миядзимы и государственная автострада № 2. Благодаря скоплению дорог эта часть района наиболее оживленная — здесь расположены магазины, рестораны и заведения досуга.
В целом Саэки играет роль «спального района» Хиросимы.